# إسقاط الأرض المتساوي

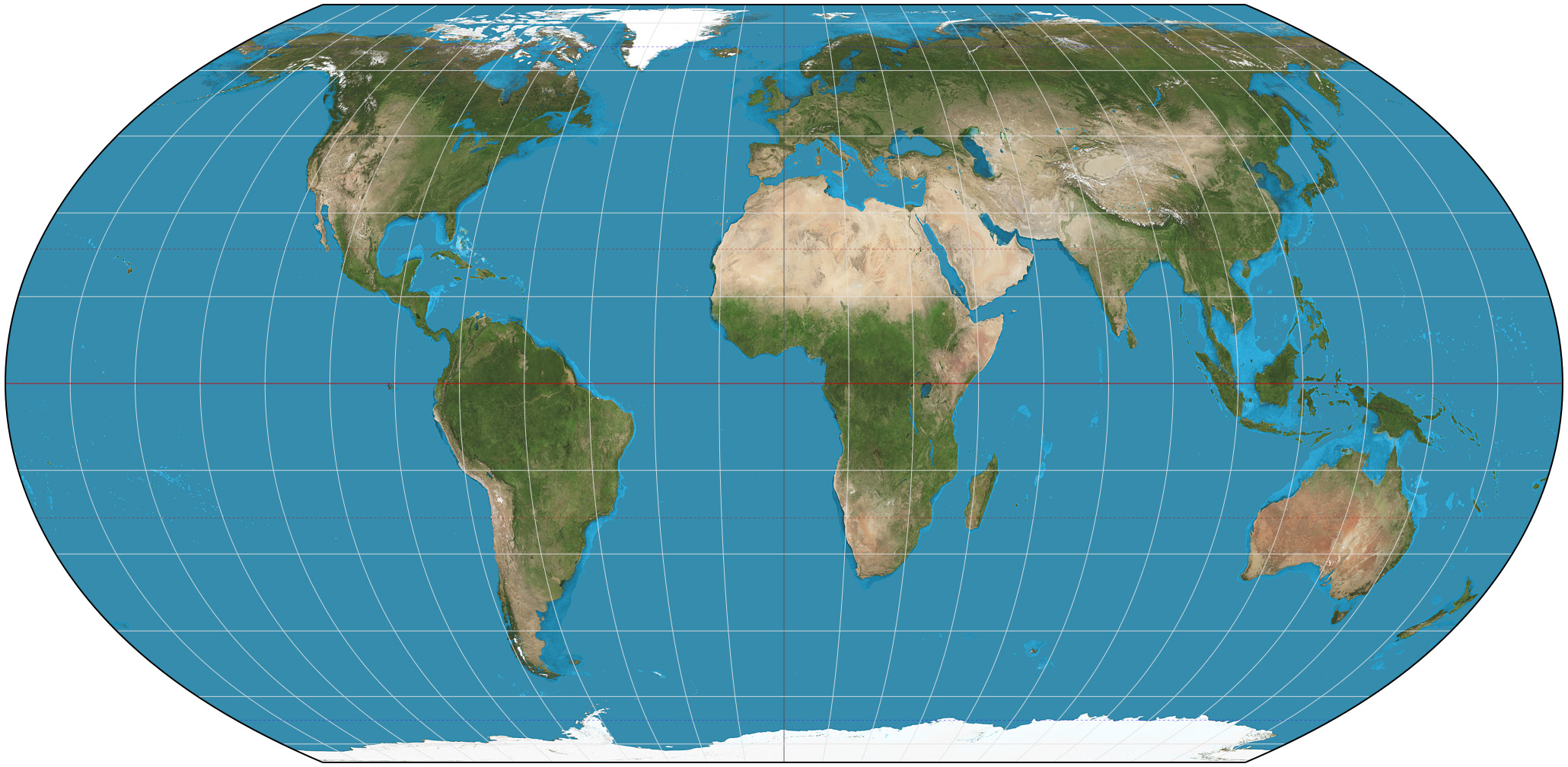
إسقاط الأرض المتساوي. شبكة إحداثية بدرجة 15°. الصورة مشتقة من تركيب "الرخام الأزرق" التابع لوكالة ناسا لشهر صيفي، مع تفتيح المحيطات لتحسين المقروئية والتباين. تم إنشاء الصورة باستخدام برنامج Geocart لإسقاط الخرائط.

إسقاط الأرض المتساوي هو إسقاط متساوي المساحة زائف-أسطواني عالمي. (زائف هو مصطلح فني يعني "مشابه في الشكل، مختلف في المبدأ".)، اخترعه بويان شافرتش (Bojan Šavrič)، وبرنارد جيني (Bernhard Jenny)، وتوم باترسون في عام 2018. وقد استُلهم من إسقاط روبنسون واسع الاستخدام، لكنه - بخلاف إسقاط روبنسون - يحتفظ بالحجم النسبي للمناطق. كما أن معادلات الإسقاط بسيطة وسهلة التنفيذ وسريعة التقييم.
تشمل ميزات إسقاط الأرض المتساوي ما يلي:
تشير الحواف المنحنية للإسقاط إلى الشكل الكروي للأرض.
تجعل الخطوط المتوازية المستقيمة من السهل مقارنة مدى بعد المواقع عن خط الاستواء شمالًا أو جنوبًا.
تتوزع خطوط الطول بشكل منتظم على أي خط عرض.
البرمجيات اللازمة لتنفيذ هذا الإسقاط سهلة البرمجة وفعالة في الأداء.
ووفقًا للمخترعين، فقد تم إنشاء هذا الإسقاط ردًا على قرار المدارس العامة في بوسطن باعتماد إسقاط غال-بيترز للخرائط العالمية في مارس 2017، لإظهار الحجم النسبي للمناطق الاستوائية وغير الاستوائية بدقة. وقد أثار هذا القرار جدلًا في أوساط رسم الخرائط بسبب التشوه الشديد لهذا الإسقاط في المناطق القطبية. في ذلك الوقت، بحث كل من شافرتش، وجيني، وباترسون عن إسقاطات خرائطية بديلة متساوية المساحة للخرائط العالمية، لكنهم لم يجدوا أيًا منها يفي بمعاييرهم الجمالية. لذلك، أنشأوا إسقاطًا جديدًا يتمتع بجاذبية بصرية أكبر مقارنةً بالإسقاطات الأخرى المتساوية المساحة.
كما هو الحال مع إسقاط الأرض الطبيعي الذي قدمه باترسون في عام 2012، تم استخدام طريقة بصرية لاختيار معاملات الإسقاط. وقد تم استخدام مزيج من إسقاطي بوتنينش P4ʹ وإسقاط إكيرت الرابع كأساس. وتم اشتقاق الصيغ الرياضية للإسقاط من متعددة حدود تُستخدم لتحديد تباعد خطوط العرض.